# Соколенко, Герасим
Герасим (Герась) Соколенко (укр. Герась Соколенко), настоящее имя Герасим Иванович Шмигельский (укр. Герасим Іванович Шмигельський; 3 марта 1920, Михля — 20 февраля 1945, Маркт-Борау) — украинский поэт-романтик.

## Биография
Родился 3 марта 1920 года в селе Михля в бедной семье Александры и Ивана Шмигельских. Окончил Михельскую начальную школу и Изяславскую вечернюю школу. Работал в «Промлесхозе» села Михля, писал статьи в изяславской газете «За социалистическое село» (укр. За соціялістичне село) под своим псевдонимом «Герасим Соколенко». Также его статьи появлялись в черниговских и киевских газетах.
В 1941 году после оккупации Украинцы немцами Соколенко начинает издаваться в газете «Заславский вестник» вместе с Харитоном Довгалюком и Николаем Болкуном. Несколько раз украинские националисты предлагали ему перейти на их сторону, но он предпочёл помогать партизанскому подполью (среди партизан был известен как Герасим Ключник). С зимы 1942 года печатается в газете «Новая Шепетовщина». Произведения Соколенко публиковались в ряде журналов и газет: «Пробоем» (Прага), «Наши дни» (Львов), «Волынь» (Ровно), «Костопольские вести» (Костополь), «Украинка» (Костополь), «Украинский засов» (Харьков), «Заславский вестник».
В марте 1943 года СД Шепетовского округа арестовала Соколенко по обвинению в партизанской деятельности и отправила его в тюрьму. Позднее его угнали на принудительные работы в Германию, в Силезию, где он перешёл на нелегальное положение. Будучи остарбайтером и добывая глину в местечке Шопениц, он входил в редакцию журнала «Золотой перстень» в Катовице и печатался в «остарбайтерских» газетах «Земля» и «Досуг».
После вступления Красной армии на территорию оккупированной Польши Герасим Соколенко был освобождён и был мобилизован в штрафной батальон.
20 февраля 1945 года рядовой стрелок 749-го стрелкового полка 125-й стрелковой дивизии 117-го стрелкового копуса 21-й армии 1-го Украинского фронта Герасим Соколенко погиб в боях за местечко Маркт-Борау (ныне Борув) около города Бреслау.